# マリー・フォン・マラコウスキー・ナウエン

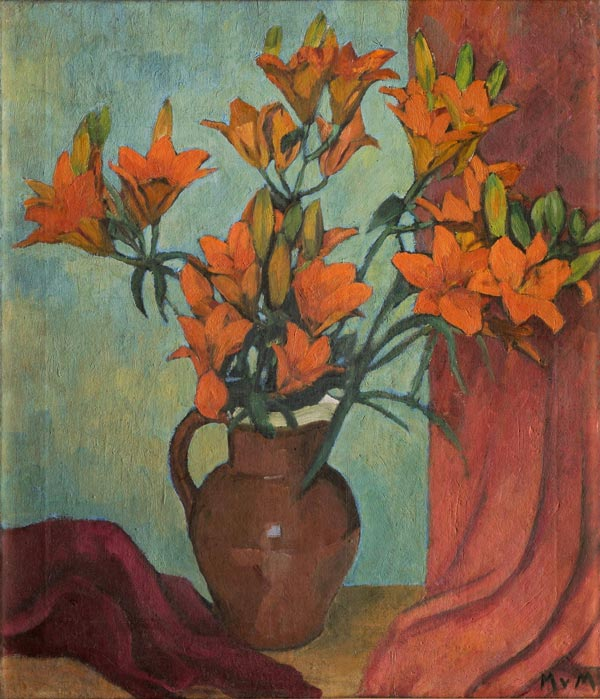
マリー・フォン・マラコウスキー・ナウエン作の静物画 (c.1912) 、August Macke Haus

マリー・フォン・マラコウスキー・ナウエン（Marie von Malachowski-Nauen、1880年5月3日 - 1943年10月9日）は、ドイツの画家である。デュッセルドルフ美術アカデミーの教授を務めたハインリヒ・ナウエンの配偶者で「ラインラント表現主義（Rheinischer Expressionismus）」の画家たちのなかで活動した。

## 略歴
ハノーファーで生まれた。ブランデンブルク州のクラインマハノー（Kleinmachnow）に先祖代々の土地を持つ貴族の一族での出身であった。1899年にドレスデンの私立の美術学校で、印象派のスタイルの画家、ヴィルヘルム・クラウディウス（Wilhelm Claudius: 1854-1942）に学んだ。1900年からはシュツットガルトの美術学校でレオポルト・フォン・カルクロイトに学んだ。その美術学校で1902年に修士学生であったハインリヒ・ナウエン（1880-1940）と出会った。ナウエンと結婚した後、1905年にパリに旅し、数ヶ月間、アカデミー・ジュリアンで学んだ。1906年に夫妻はベルリンに住居を構え、最初の男の子供が亡くなったあと、1908年に女児が生まれた。ベルリンに住んだ時期には美術活動はしなかった。
1911年にノルトライン＝ヴェストファーレン州ニーダーライン（Niederrhein）のヴェスターホルト＝ガイセンベルク伯爵（Westerholt-Gysenberg）の所有で、複数の家族に住居として賃貸されていたディルボルン城（Schloss Dilborn）に移った。ディルボルン城にはアウグスト・マッケ夫妻やフランツ・マルクと婚約者のマリー、エーリッヒ・ヘッケル夫妻といった表現主義の画家がカップルで訪れ、音楽も得意であったマリーは音楽で彼らを楽しませた。
第一次世界大戦によって財政上の不安をもたらされたことや、1916年に息子が生まれた後の病気などによって芸術活動は妨げられたが、1918年から、城の情景や静物画、肖像画などを再び描き始めた。1922年から1924年の間に宗教的な内容を含む一連の木版画も制作した。
夫のハインリヒ・ナウエンはデュッセルドルフ美術アカデミーの教授として働き、子供たちが1925年から北海のユイスト島(Juist)にある改革的な学校で学ぶようになった後もディルボルンで肖像画家として過ごし、1931年にデュッセルドルフのライン川対岸の街ノイスに移り、ノイスに移った後はあまり芸術活動はしなくなった。ナチスが権力を握った後、マリーの表現主義的な作品は「退廃芸術」に指定され、ゲルゼンキルヒェンの美術館に収蔵されていた作品4点は押収された 。
デュッセルドルフの美術家グループ「Jungen Rheinland」や「ドイツ・オーストリア・女性芸術家、芸術愛好家協会（Gemeinschaft deutscher und oesterreichischer Künstlerinnen und Kunstfreundinnen）」のメンバーであった。"
1938年に夫婦でノルトライン＝ヴェストファーレン州のカルカーに移り、1943年にそこで亡くなった・